# Mazurowe
Mazurowe (ukr. Мазурове) – wieś na Ukrainie, w rejonie krywoozerskim obwodu mikołajowskiego, centrum miejscowej rady wiejskiej. Leży nad rzeczką Bulboka, założona w 1780 jako Antonowa Słoboda.

## Historia
Od 1806 roku wieś Mazurowe była ojcowizną znanej polskiej szlacheckiej rodziny Czernieckich herbu Korab, którzy byli na służbie w magnackiej rodzinie Lubomirskich. Na początku XX stulecia prawie połowa mieszkańców była spokrewniona z rodziną Czernieckich herbu Korab, z której pochodzi znany ukraiński profesor nauk medycznych Wasyl (Bazyl syn Karola) Czerniecki herbu Korab.Od zawsze dana wieś była uważana za wieś z polską ludnością, która ma pochodzenie szlacheckie, zwłaszcza szlachty zaściankowej. Obecnie połowa mieszkańców wsi posiada polskie pochodzenie.Przed II światową Wojną większość mieszkańców byli wyznania katolickiego i należeli do parafii świętego Ludowika w Krywym Oserie.
19 sierpnia 2015 roku w Mazurowem spłonęła drewniana cerkiew św. Jana Teologa należąca do Patriarchatu Kijowskiego, będąca zabytkiem z 1 poł. XIX w.